# Giandomenico Salvadori
Pour les articles homonymes, voir Salvadori.
Giandomenico Salvadori, né le 8 octobre 1992 à Feltre, est un fondeur italien, spécialiste des courses de distance. 

## Carrière
Membre des Fiamme Gialle, il fait ses débuts en compétition FIS lors de la saison 2010-2011.
Il compte une seule participation aux Championnats du monde junior en 2012, à Erzurum, où il termine notamment quatrième du relais et onzième sur le skiathlon. L'hiver suivant, il commence à concourir dans la Coupe OPA, terminant deux fois dans le top dix cette saison. Il monte sur son premier podium dans cette compétition en janvier 2015 au quinze kilomètres classique à Oberwiesenthal. 3e du classement général en 2015, il finit premier en 2015-2016.
Aux Championnats du monde des moins de 23 ans 2015, à Almaty, il enregistre deux top dix à son actif : quatrième du quinze kilomètres libre et cinquième du skiathlon.
L'Italien fait ses débuts au plus haut niveau, la Coupe du monde en décembre 2015 à l'occasion du skiathlon de Lillehammer. Juste après, il dispute le Tour de ski, où il marque des points lors de plusieurs étapes, dont celle sur quinze kilomètres classique mass-start à Val di Fiemme, dont il prend la douzième place.
S'il ne parvient pas à terminer dans le top vingt en Coupe du monde en 2016-2017, il remporte un titre de champion d'Italie, puis une course de la Coupe OPA, juste avant de confirmer sa forme lors des Championnats du monde à Lahti, où il accroche la dixième place finale au skiathlon, aussi sa place dans le relais italien, prenant la huitième place.
Aux Jeux olympiques d'hiver de 2018, à Pyeongchang, il termine 26e du skiathlon, 15e du cinquante kilomètres classique et septième du relais. Il est ensuite douzième du quinze kilomètres de Coupe du monde à Lahti, puis réalise le quatrième temps de la poursuite des Finales de Falun.
Lors des Championnats du monde 2019 à Seefeld, il obtient son meilleur résultat personnel sur le skiathlon avec une quinzième place, aussi son meilleur résultat de l'hiver.
En 2020, il affiche quelques top vingt au compteur et frôle le top dix sur la poursuite de Lillehammer sur le Ski Tour (11e). En 2021, après une troisième sélection en championnat du monde à Oberstdorf (24e du skiathlon), il établit sa meilleure performance de l'hiver avec une seizième place au quinze kilomètres classique de Falun.

## Palmarès

### Jeux olympiques d'hiver
| Épreuve / Édition   | Sprint                           | Sprint    | 15 km | 15 km                            | Skiathlon 2 × 15 km | 50 km | Relais | Relais    |
| Épreuve / Édition   | libre                            | classique | libre | classique                        | Skiathlon 2 × 15 km | 50 km | Sprint | 4 × 10 km |
| JO 2018 Pyeongchang | Épreuve inexistante à cette date | —         | —     | Épreuve inexistante à cette date | 26e                 | 15e   | —      | 7e        |

Légende :
- : pas d'épreuve
- — : Non disputée par Salvadori

### Championnats du monde
| Épreuve / Édition        | Sprint                           | Sprint                           | 15 km                            | 15 km                            | Skiathlon 2 × 15 km | 50 km | Relais | Relais    |
| Épreuve / Édition        | libre                            | classique                        | libre                            | classique                        | Skiathlon 2 × 15 km | 50 km | Sprint | 4 × 10 km |
| Mondiaux 2017 Lahti      | —                                | Épreuve inexistante à cette date | Épreuve inexistante à cette date | 21e                              | 10e                 | —     | —      | 8e        |
| Mondiaux 2019 Seefeld    | -                                | Épreuve inexistante à cette date | Épreuve inexistante à cette date | -                                | 15e                 | 26e   | -      | 10e       |
| Mondiaux 2021 Oberstdorf | Épreuve inexistante à cette date | -                                | -                                | Épreuve inexistante à cette date | 24e                 | —     | -      | -         |

Légende :
- : pas d'épreuve
- — : Non disputée par Salvadori

### Coupe du monde
- Meilleur classement général : 51e en 2018.
- Meilleur résultat individuel : 12e.

#### Classements en Coupe du monde
| Saison / Épreuve | Général | Général | Distance | Distance | Sprint | Sprint | Tour de ski depuis 2007 | Finales depuis 2008              | Nordic Opening depuis 2011 |
| ---------------- | ------- | ------- | -------- | -------- | ------ | ------ | ----------------------- | -------------------------------- | -------------------------- |
| Saison / Épreuve | Place   | Points  | Place    | Points   | Place  | Points | Tour de ski depuis 2007 | Finales depuis 2008              | Nordic Opening depuis 2011 |
| 2016             | 68e     | 82      | 42e      | 66       | -      | -      | 27e                     | 39e (Ski Tour Canada)            | -                          |
| 2017             | 88e     | 48      | 63e      | 34       | -      | -      | 28e                     | 30e                              | 66e                        |
| 2018             | 51e     | 120     | 33e      | 98       | -      | -      | Abandon                 | 20e                              | 36e                        |
| 2019             | 83e     | 43      | 54e      | 43       | -      | -      | 35e                     | 53e                              | 46e                        |
| 2020             | 63e     | 80      | 46e      | 60       | -      | -      | 29e                     | Ski Tour : 37e                   | 53e                        |
| 2021             | 63e     | 70      | 45e      | 60       | -      | -      | 35e                     | Épreuve inexistante à cette date | 36e                        |

### Coupe OPA
- 1er du classement général en 2016.
- 11 podiums, dont 6 victoires.